# Anna Katrulina
 (novembre 2023).
Anna Katrulina (ukrainien : Анна Олександрівна Катруліна), née le 14 août 1983 à Kiev, est une figure publique, chercheuse et artiste ukrainienne. Elle est reconnue comme l'auteure de la théorie de la diffusion de l'information.

## Biographie
Anna Katrulina est originaire de Kiev et suit des études dans plusieurs établissements, se spécialisant dans divers domaines. Actuellement inscrite à l'université Stanford, elle exerce en tant que consultante indépendante, travaillant en collaboration avec des organisations internationales de premier plan, des entités gouvernementales, et des organisations civiles,, et étatiques,,,,,. En 2012-2013, elle s'occupe de la promotion des marques L'Officiel Ukraine et L'Officiel Homme Ukraine.
Elle rédige le livre Vie harmonieuse (2023) et contribue en tant que co-auteure à des publications scientifiques portant sur les relations sociales et les communications,.

## Théorie de la diffusion de l'information
Anna Katrulina formule une théorie à partir de ses recherches, établissant la portée nécessaire auprès des consommateurs potentiels pour influencer les opinions et les idéologies au sein de la société. Une avancée qualitative survient lorsque l'information parvient à atteindre 15 à 18 % de l'audience cible projetée à travers les canaux de communication,.

## Art médiatique
En 2015, elle expose ses créations à la Saatchi Gallery de Londres, participant à un concours destiné aux jeunes artistes ukrainiens et britanniques. Par ailleurs, elle élabore et coordonne la participation de la communauté de Tcherkassy au projet artistique mondial Inside Out,,.

## Activités civiques
Depuis 2011, elle organise des ateliers gratuits et des projections de films pour des groupes sociaux spécifiques susceptibles de subir diverses formes de discrimination en Ukraine et dans le monde. L'objectif est de réduire les niveaux d'agressivité et d'augmenter l'efficacité de la communication ainsi que la tolérance entre les différentes personnes.